# 24 сата (Србија)
24 сата су биле недељне бесплатне новине у Београду, које је основао Рингиер у октобру 2006. Некада је имао тираж од око 150.000 примерака. Дана 1. априла 2011. године изашао је 1.167. број листа. Овај лист је имао рубрике о локалним вестима, националним вестима за Србију, глобалним вестима, рекламама, економским вестима, спорту и куповини. Ове новине су биле бесплатне и могле су се ујутро наћи у тржним центрима, аутобуским станицама и другим местима.
Садржи велики део рекламног садржаја, који је главни извор прихода новина.